# Couzon
Couzon és un municipi francès, situat al departament de l'Alier i a la regió d'Alvèrnia-Roine-Alps. L'any 2007 tenia 295 habitants.

## Demografia

### Població
El 2007 la població de fet de Couzon era de 295 persones. Hi havia 120 famílies de les quals 36 eren unipersonals (16 homes vivint sols i 20 dones vivint soles), 36 parelles sense fills, 44 parelles amb fills i 4 famílies monoparentals amb fills.
La població ha evolucionat segons el següent gràfic:
Habitants censats

### Habitatges
El 2007 hi havia 162 habitatges, 119 eren l'habitatge principal de la família, 24 eren segones residències i 19 estaven desocupats. 154 eren cases i 8 eren apartaments. Dels 119 habitatges principals, 82 estaven ocupats pels seus propietaris, 31 estaven llogats i ocupats pels llogaters i 6 estaven cedits a títol gratuït; 8 tenien dues cambres, 17 en tenien tres, 31 en tenien quatre i 63 en tenien cinc o més. 81 habitatges disposaven pel capbaix d'una plaça de pàrquing. A 59 habitatges hi havia un automòbil i a 51 n'hi havia dos o més.

### Piràmide de població
La piràmide de població per edats i sexe el 2009 era:
| Homes | Edats   | Dones |
| ----- | ------- | ----- |
| 0     | 95 o +  | 0     |
| 4     | 90 a 94 | 0     |
| 0     | 85 a 89 | 4     |
| 4     | 80 a 84 | 4     |
| 4     | 75 a 79 | 4     |
| 8     | 70 a 74 | 16    |
| 12    | 65 a 69 | 8     |
| 0     | 60 a 64 | 16    |
| 4     | 55 a 59 | 4     |
| 24    | 50 a 54 | 4     |
| 4     | 45 a 49 | 8     |
| 16    | 40 a 44 | 12    |
| 0     | 35 a 39 | 20    |
| 4     | 30 a 34 | 8     |
| 8     | 25 a 29 | 8     |
| 8     | 20 a 24 | 8     |
| 20    | 15 a 19 | 4     |
| 28    | 10 a 14 | 4     |
| 4     | 5 a 9   | 12    |
| 8     | 0 a 4   | 4     |

## Economia
El 2007 la població en edat de treballar era de 175 persones, 133 eren actives i 42 eren inactives. De les 133 persones actives 123 estaven ocupades (68 homes i 55 dones) i 10 estaven aturades (4 homes i 6 dones). De les 42 persones inactives 18 estaven jubilades, 9 estaven estudiant i 15 estaven classificades com a «altres inactius».

### Ingressos
El 2009 a Couzon hi havia 119 unitats fiscals que integraven 299 persones, la mediana anual d'ingressos fiscals per persona era de 14.652 €.

### Activitats econòmiques
Dels 8 establiments que hi havia el 2007, 2 eren d'empreses de construcció, 3 d'empreses de comerç i reparació d'automòbils, 1 d'una empresa d'hostatgeria i restauració, 1 d'una empresa financera i 1 d'una empresa de serveis.
Els 2 serveis als particulars que hi havia el 2009 eren guixaires pintors.
L'any 2000 a Couzon hi havia 14 explotacions agrícoles que ocupaven un total de 1.330 hectàrees.

## Equipaments sanitaris i escolars
El 2009 hi havia una escola elemental integrada dins d'un grup escolar amb les comunes properes formant una escola dispersa.

## Poblacions més properes
El següent diagrama mostra les poblacions més properes.